# Forcipata ancantha
Forcipata ancantha är en insektsart som beskrevs av Delong och Caldwell 1936. Forcipata ancantha ingår i släktet Forcipata och familjen dvärgstritar. Inga underarter finns listade i Catalogue of Life.